# Tipulomorfs
Els tipulomorfs (Tipulomorpha) són un infraordre de dípters nematòcers, que inclou a l'extens grup de les típules i a diverses famílies relacionades, amb més de 15.000 espècies. Tres d'aquestes s'han inclòs històricament dins de la família Tipulidae.

## Taxonomia
L'infraordre Tipulomorpha inclou 6 famílies:
- Família †Vladipteridae Shcherbakov, 1995 (4 gèneres, 5 espècies)
- Família Trichoceridae Róndani, 1841 (15 gèneres, 183 espècies)
- Família Pediciidae Osten Sacken, 1859 (12 gèneres, 496 espècies)
- Família Limoniidae Róndani, 1856 (188 gèneres, 10.777 espècies) (parafilètic)
- Família Cylindrotomidae Schiner, 1863 (9 gèneres, 82 espècies)
- Família Tipulidae Latreille, 1802 (39 gèneres, 4.415 espècies)

Una classificació recent basada en fòssils divideix a aquest grup en una sèrie de superfamílies extintes, i inclou membres d'altres infraordres, però no ha aconseguit obtenir una àmplia acceptació.